# 하타케야마 가즈히로
하타케야마 가즈히로(일본어: 畠山 和洋, 1982년 9월 13일 ~ )는 일본의 전 프로 야구 선수이자 야구 지도자이다. 현재 센트럴 리그인 도쿄 야쿠르트 스왈로스의 2군 타격코치이다.

## 인물

### 프로 입단 전
초등학교 때부터 야구를 시작하면서 4학년 때는 현지 소년 야구팀에 가입했다. 당시에는 야구 뿐만 아니라 농구 등 다른 스포츠 종목에도 관심이 있을 정도로 즐기고 있었다. 중학교에는 농구부가 없었기 때문에 야구에만 집중했고 3학년 때에는 소속 현 대회에서 우승하기도 했다. 그 후 친형이 에이스를 맡았던 것과 1972년에 친아버지도 투수로서 소속된 센슈 대학 기타카미고등학교에 진학했다. 1학년부터는 3루수 주전으로 정착하여 타격폼 교정에도 성공하였다.
1998년 제80회 전국 고등학교 야구 선수권 대회에서 1차전인 조스이칸 고등학교와의 맞대결에서는 무승부 재경기를 포함한 2경기에 5번·3루수로서 선발 출장해 합계 7타수 6안타 3타점을 기록하는 등 이미 두각을 나타내지만 팀은 재경기에서 패했다. 2000년 제82회 전국 고등학교 야구 선수권 대회에서는 1차전에서 모리오카 료스케가 소속던 메이토쿠기주쿠 고등학교와 상대했지만 팀은 패했고, 자신도 4타수 무안타를 기록했다.
1년 후 야쿠르트 스왈로스로부터 드래프트 2순위로 지명을 받은 가지모토 유스케는 고등학교 1년 후배다. 당시 2학년이었던 가지모토가 4번을 맡고 있어 하타케야마는 3번·3루수로서의 출전이었다. 2000년 프로 야구 드래프트 회의에서는 야쿠르트 스왈로스로부터 5순위 지명을 받아 입단했고 고교 통산 62홈런을 기록할 정도의 장타력은 있었지만 수비와 주루 플레이에서 낮은 평가를 받아 하위 지명이 되었다.

### 프로 입단 후

#### 2001년 ~ 2003년
신인이면서도 2군에서의 주전으로 뛰면서 2002년에 19홈런, 56타점으로 이스턴 리그의 홈런왕과 타점왕을 동시에 석권했다. 다만 2할 5푼 9리의 타율과 72개의 삼진을 기록할 정도로 타격면에서는 확실성이 결여되고 있었다. 또 19번의 실책은 나카지마 히로유키에 뒤를 이은 2위를 기록했다.

#### 2004년
8월에 알렉스 라미레스와 교체되면서 1군에 처음으로 승격, 8월 6일의 요코하마 베이스타스전에서 첫 출전을 했다. 이 때는 대타로서 2경기에 출전했지만 뚜렷한 결과를 내지 못한 채 곧바로 2군에 떨어졌다. 10월에는 1군으로 재승격하였고 10월 7일 요미우리 자이언츠전에서는 다카하시 히사노리로부터 프로 첫 안타를 때려냈다.

#### 2005년
8월 19일에는 후루타 아쓰야와 교체되면서 1군에 승격했고 그 날 한신 타이거스전(메이지 진구 야구장)에 대타로 출전, 후지타 다이요로부터 데뷔 첫 홈런을 때렸다. 그 후 9월까지 대타를 중심으로 출전하는 등 11타수 2안타, 2타점을 기록했다. 그러나 타석에서의 소극성이 지적되는 등 평가는 좋지 않았고 1군 정착의 기회를 놓쳤다.

#### 2006년 ~ 2007년
2006년에는 스프링 캠프에서 부진을 겪는 등 2군에서의 개막을 맞이했다. 6월에는 1군에 승격한 이후에 7타수 무안타라는 뚜렷한 결과를 남기지는 못했지만 2군에서는 호조를 유지해 타율 3할 1푼 3리, 7홈런, 101안타를 기록하여 최다 안타를 획득했다. 그리고 외야수로서도 45경기에 출전해 당시 2군 감독이었던 오가와 준지는 하타케야마에게 “확실성을 자각하면 장타가 줄어들어 버린다”라고 지적했다.

#### 2008년
스피드를 중시하는 다카다 시게루 감독의 방침도 있어 스프링 캠프와 시범 경기에서는 2군에서 맞이하게 되었다. 시즌 개막 이후에도 2군에 있었지만 가와시마 게이조의 부상이나 애덤 리그스의 부진도 있어 4월 8일에는 1군에 승격, 4월 15일의 요코하마 베이스타스전에서 홈런을 기록하는 등 무난한 스타트를 끊었다.
5월 18일의 한신 타이거스전에서는 애런 가이엘을 대신해 처음으로 4번·3루수로 출전했고 시즌 종반까지 4번 타자로서 출전했다. 최종적으로 121경기에 출전하면서 개인 최고 성적인 9홈런, 58타점을 기록하고 있다. 타율도 9월에는 떨어졌지만 2할 7푼 9리를 기록해 프로 데뷔 후 처음으로 규정 타석을 채우게 되었다. 우측 방향으로 쏠리는 안타가 많아지면서 53개의 볼넷은 팀내 최다(센트럴 리그에서는 7위)인 반면에 3루수로서 6차례의 실책과 1루수로서 5차례의 실책을 범하는 등 수비에서의 안정감이 부족해 4번 타자이면서도 경기 종반에는 대주자나 대수비에 의해 교체되는 경우도 많았다.

#### 2009년
제이미 댄토나의 입단에 의해 개막 직후에는 주로 대타로서의 출전이 있었지만 대타로서 타율 3할대를 웃도는 등 타격 호조를 계속 유지했다. 그러나 교류전이 시작된 이후부터 서서히 부진에 빠져 8월에는 댄토나와 미야모토 신야의 이탈에 의해서 선발 출전의 기회가 찾아왔지만 컨디션이 좀처럼 오르지 않아 그대로 시즌을 마쳤다. 타율 2할 3푼 6리, 4홈런, 19타점, 득점권 타율은 1할 7푼 2리로 작년보다 성적이 떨어졌다.

#### 2010년
애당초에는 대타로서의 기용이 대부분이었지만 댄토나의 부진에 의해서 6월 하순부터는 선발로서의 출전이 증가되어 올스타전 이후에는 주전 선수로 정착했다. 시즌 도중에 입단한 좌타자 조시 화이트셀과 함께 후반기에서 팀의 무서운 기세를 펼치는 주인공으로서 93경기에 출전해 개인 최다인 14홈런을 기록한 것과 3할 8푼의 출루율, 5할 5푼 1리의 장타율을 기록하며 결과를 남겼다. 3루수 외에도 좌익수를 맡았지만 경험이 부족해서인지 타구의 방향을 잘못 판단해 송구 실책 등 수비면에서의 허점을 드러냈다.

#### 2011년
개막전 엔트리에 오르지는 못했지만 화이트셀의 부상으로 4번으로서 선발 출전한 경기에서 2개의 홈런을 기록했고 그 이후에는 4번 타자로서의 1루수와 화이트셀이 출전할 시에는 좌익수 자리를 차지하여 출전했다. 올스타전에서는 팬 투표로 선출되어 본인으로서는 처음으로 올스타전에 출전하게 되었고 그 후에 열린 올스타전 제1차전에서는 5회에 다케다 마사루로부터 결승 홈런인 3점 홈런을 때려내면서 MVP를 차지했다. 후반기에서는 부진한 모습을 보였지만 시즌을 통해 야쿠르트의 4번 타자로서 기대 이상의 활약하는 등 리그 2위인 23홈런, 리그 3위가 되는 85타점, 리그 2위의 OPS 8할 3푼 4리를 기록한 것 외에도 리그 1위인 78개의 볼넷을 기록했다. 자신으로서는 처음으로 1년간 등록이 한 번도 말소되지 않은 중요한 시즌을 보냈다.

## 상세 정보

### 출신 학교
- 센슈 대학 기타카미 고등학교

### 선수 경력
- 야쿠르트 스왈로스·도쿄 야쿠르트 스왈로스(2001년 ~ 2019년)

### 지도자 및 기타 경력
- 도쿄 야쿠르트 스왈로스 2군 타격 코치(2020년 ~ )

### 수상·타이틀 경력

#### 타이틀
- 타점왕 : 1회(2015년)

#### 수상
- 베스트 나인 : 1회(2015년) ※1루수 부문
- 골든 글러브상 : 2회(2012년, 2015년) ※1루수 부문
- 월간 MVP : 1회(2015년 6월)
- JA 전농 Go·Go상 : 1회(최다 2루·3루타상 : 2010년 8월)
- 월간 사요나라상 : 1회(2013년 5월)
- 올스타전 MVP : 1회(2011년 1차전)
- 올스타전 감투 선수상 : 1회(2012년 3차전)
- 센트럴·퍼시픽 교류전 우수 선수상(닛폰 생명상) : 1회(2015년)
- 쓰바메시 연간 최다 히어로상 : 1회(2011년)[2][3]

### 개인 기록

#### 첫 기록
- 첫 출장 : 2004년 8월 6일, 대 요코하마 베이스타스 18차전(히라쓰카 구장), 6회초에 이시카와 마사노리의 대타로서 출장
- 첫 타석 : 상동, 6회초에 도이 요시히로로부터 우익수 플라이
- 첫 선발 출장 : 2004년 10월 6일, 대 한신 타이거스 28차전(메이지 진구 야구장), 8번·1루수로서 선발 출장
- 첫 안타 : 2004년 10월 7일, 대 요미우리 자이언츠 28차전(메이지 진구 야구장), 6회말에 다카하시 히사노리로부터 중전 안타
- 첫 홈런·첫 타점 : 2005년 8월 19일, 대 한신 타이거스 15차전(메이지 진구 야구장), 7회말에 후지타 다이요로부터 대타 좌월 솔로 홈런
- 첫 도루 : 2008년 8월 30일, 대 요코하마 베이스타스 19차전(요코하마 스타디움), 1회초에 2루 안착(투수 : 고바야시 후토시, 포수 : 아이카와 료지)

#### 기록 달성 경력
- 통산 100홈런 : 2015년 4월 26일, 대 요미우리 자이언츠 6차전(메이지 진구 야구장), 5회말에 다카기 하야토로부터 좌월 솔로 홈런 ※역대 273번째
- 통산 1000경기 출장 : 2016년 5월 25일, 대 한신 타이거스 10차전(메이지 진구 야구장) ※역대 476번째

#### 기타
- 올스타전 출장 : 2회(2011년, 2012년)

### 등번호
- 33(2001년 ~ 2019년)
- 85(2020년 ~ )

### 연도별 타격 성적
| 연 도       | 소 속       | 경 기 | 타 석 | 타 수 | 득 점 | 안 타 | 2 루 타 | 3 루 타 | 홈 런 | 루 타 | 타 점 | 도 루 | 도 루 자 | 희 생 번 | 희 생 플 | 볼 넷 | 고 4 | 사 구 | 삼 진 | 병 살 타 | 타 율 | 출 루 율 | 장 타 율 | O P S |
| ----------- | ----------- | ----- | ----- | ----- | ----- | ----- | ------- | ------- | ----- | ----- | ----- | ----- | -------- | -------- | -------- | ----- | ---- | ----- | ----- | -------- | ----- | -------- | -------- | ----- |
| 2004년      | 야쿠르트    | 4     | 9     | 8     | 0     | 1     | 0       | 0       | 0     | 1     | 0     | 0     | 0        | 0        | 0        | 1     | 0    | 0     | 0     | 0        | .125  | .222     | .125     | .347  |
| 2005년      | 야쿠르트    | 11    | 13    | 11    | 1     | 2     | 0       | 0       | 1     | 5     | 2     | 0     | 0        | 0        | 0        | 2     | 0    | 0     | 5     | 0        | .182  | .308     | .455     | .762  |
| 2006년      | 야쿠르트    | 7     | 7     | 6     | 0     | 0     | 0       | 0       | 0     | 0     | 0     | 0     | 0        | 0        | 0        | 1     | 0    | 0     | 3     | 0        | .000  | .143     | .000     | .143  |
| 2007년      | 야쿠르트    | 37    | 88    | 75    | 4     | 17    | 2       | 0       | 1     | 22    | 7     | 0     | 1        | 2        | 0        | 10    | 0    | 1     | 20    | 2        | .227  | .326     | .293     | .619  |
| 2008년      | 야쿠르트    | 121   | 479   | 416   | 43    | 116   | 22      | 2       | 9     | 169   | 58    | 2     | 1        | 1        | 4        | 53    | 2    | 5     | 84    | 11       | .279  | .364     | .406     | .770  |
| 2009년      | 야쿠르트    | 85    | 214   | 182   | 14    | 43    | 8       | 1       | 4     | 65    | 19    | 0     | 1        | 1        | 4        | 27    | 0    | 0     | 31    | 7        | .236  | .329     | .357     | .686  |
| 2010년      | 야쿠르트    | 93    | 280   | 243   | 38    | 73    | 17      | 1       | 14    | 134   | 57    | 0     | 0        | 1        | 3        | 28    | 1    | 5     | 38    | 7        | .300  | .380     | .551     | .931  |
| 2011년      | 야쿠르트    | 142   | 583   | 494   | 66    | 133   | 24      | 1       | 23    | 228   | 85    | 1     | 0        | 1        | 4        | 78    | 5    | 6     | 94    | 10       | .269  | .373     | .462     | .834  |
| 2012년      | 야쿠르트    | 121   | 497   | 455   | 49    | 121   | 21      | 1       | 13    | 183   | 55    | 2     | 1        | 1        | 2        | 37    | 0    | 2     | 64    | 13       | .266  | .323     | .402     | .725  |
| 2013년      | 야쿠르트    | 99    | 393   | 360   | 28    | 79    | 18      | 0       | 12    | 133   | 51    | 0     | 0        | 2        | 1        | 30    | 1    | 0     | 69    | 10       | .219  | .279     | .369     | .648  |
| 2014년      | 야쿠르트    | 113   | 464   | 422   | 52    | 131   | 19      | 1       | 17    | 203   | 79    | 2     | 0        | 1        | 3        | 36    | 1    | 2     | 54    | 17       | .310  | .365     | .481     | .846  |
| 2015년      | 야쿠르트    | 137   | 584   | 512   | 64    | 137   | 26      | 0       | 26    | 241   | 105   | 0     | 0        | 0        | 8        | 62    | 0    | 2     | 92    | 10       | .268  | .344     | .471     | .815  |
| 2016년      | 야쿠르트    | 45    | 190   | 163   | 15    | 40    | 10      | 0       | 1     | 53    | 18    | 0     | 1        | 0        | 0        | 26    | 0    | 1     | 24    | 6        | .245  | .353     | .325     | .678  |
| 2017년      | 야쿠르트    | 15    | 62    | 52    | 6     | 11    | 3       | 0       | 2     | 20    | 4     | 0     | 0        | 0        | 0        | 8     | 0    | 2     | 13    | 2        | .212  | .339     | .385     | .723  |
| 통산 : 14년 | 통산 : 14년 | 1030  | 3863  | 3399  | 380   | 904   | 170     | 7       | 123   | 1457  | 540   | 7     | 5        | 10       | 29       | 399   | 10   | 26    | 591   | 95       | .266  | .345     | .429     | .774  |

- 2017년 시즌 종료 기준.
- 굵은 글씨는 시즌 최고 성적.

### 연도별 수비 성적
| 연도 | 소속     | 1루   | 1루   | 1루   | 1루   | 1루   | 1루      | 3루   | 3루   | 3루   | 3루   | 3루   | 3루      | 외야  | 외야  | 외야  | 외야  | 외야  | 외야     |
| 연도 | 소속     | 경 기 | 척 살 | 보 살 | 실 책 | 병 살 | 수 비 율 | 경 기 | 척 살 | 보 살 | 실 책 | 병 살 | 수 비 율 | 경 기 | 척 살 | 보 살 | 실 책 | 병 살 | 수 비 율 |
| ---- | -------- | ----- | ----- | ----- | ----- | ----- | -------- | ----- | ----- | ----- | ----- | ----- | -------- | ----- | ----- | ----- | ----- | ----- | -------- |
| 2004 | 야쿠르트 | 2     | 13    | 0     | 0     | 1     | 1.000    | -     | -     | -     | -     | -     | -        | -     | -     | -     | -     | -     | -        |
| 2005 | 야쿠르트 | 2     | 7     | 0     | 0     | 0     | 1.000    | 2     | 0     | 0     | 0     | 0     | -        | -     | -     | -     | -     | -     | -        |
| 2007 | 야쿠르트 | 15    | 101   | 9     | 0     | 2     | 1.000    | 11    | 5     | 17    | 2     | 0     | .917     | -     | -     | -     | -     | -     | -        |
| 2008 | 야쿠르트 | 88    | 666   | 46    | 5     | 42    | .993     | 24    | 12    | 34    | 6     | 6     | .885     | -     | -     | -     | -     | -     | -        |
| 2009 | 야쿠르트 | 35    | 175   | 15    | 2     | 11    | .990     | 30    | 15    | 40    | 3     | 3     | .948     | -     | -     | -     | -     | -     | -        |
| 2010 | 야쿠르트 | 15    | 54    | 6     | 1     | 2     | .984     | 16    | 6     | 15    | 2     | 0     | .913     | 48    | 51    | 2     | 0     | 0     | 1.000    |
| 2011 | 야쿠르트 | 111   | 635   | 50    | 4     | 54    | .994     | 3     | 7     | 5     | 0     | 1     | 1.000    | 62    | 84    | 3     | 2     | 0     | .978     |
| 2012 | 야쿠르트 | 121   | 1006  | 77    | 7     | 94    | .994     | -     | -     | -     | -     | -     | -        | -     | -     | -     | -     | -     | -        |
| 2013 | 야쿠르트 | 97    | 781   | 55    | 4     | 57    | .995     | -     | -     | -     | -     | -     | -        | -     | -     | -     | -     | -     | -        |
| 2014 | 야쿠르트 | 111   | 902   | 58    | 2     | 83    | .998     | -     | -     | -     | -     | -     | -        | -     | -     | -     | -     | -     | -        |
| 2015 | 야쿠르트 | 136   | 1171  | 104   | 11    | 105   | .991     | -     | -     | -     | -     | -     | -        | -     | -     | -     | -     | -     | -        |
| 2016 | 야쿠르트 | 45    | 373   | 33    | 1     | 22    | .998     | -     | -     | -     | -     | -     | -        | -     | -     | -     | -     | -     | -        |
| 2017 | 야쿠르트 | 15    | 116   | 13    | 1     | 5     | .992     | -     | -     | -     | -     | -     | -        | -     | -     | -     | -     | -     | -        |
| 통산 | 통산     | 793   | 6000  | 466   | 38    | 478   | .994     | 86    | 45    | 111   | 13    | 10    | .923     | 110   | 135   | 5     | 2     | 0     | .986     |

- 2017년 시즌 종료 기준.
- 굵은 글씨는 시즌 최고 성적.
- 연도에서의 굵은 글씨는 골든 글러브상 수상 연도.